# جبرائيل (مدينة)
جبرائيل (بالأذرية: Cəbrayil) (بالأرمنية: Jrakan)‏ هي مدينة  تدار حاليًا من قبل القوات العرقية الأرمينية من مرتفعات قرة باغ منذ أغسطس 1993، وهي والآن جزء من مقاطعة هادروت غير المعترف بها جمهورية مرتفعات قرة باغ. كانت عاصمة مقاطعة جبرائيل في أذربيجان.
سيطر الجيش الأذربيجاني مدينة جبرائيل من الإحتلال في 4 أكتوبر 2020. أعلن رئيس جمهورية أذربايجان إلهام علييف أن القوات المسلحة الأذربيجانية سيطرت على المدينة جبرائيل.

## التاريخ
طبقاً لتعداد إمبراطورية الروسية لعام 1897 جبرائيل كانت قرية يبلغ عدد سكانها 520، منهم 282  من الأرمن و 186 من الأذربيجانيين و 76 روس.

## أعلام
- جافيد حسينوف
- أنور جنكيز أوغلو